# Bastuholmen (väster om Långön, Pyttis)
Bastuholmen är en ö i Finland. Den ligger i Finska viken och i kommunen Pyttis i landskapet Kymmenedalen, i den södra delen av landet. Ön ligger omkring 21 kilometer sydväst om Kotka och omkring 94 kilometer öster om Helsingfors.
Öns area är 10,6 hektar och dess största längd är 0,5 kilometer i nord-sydlig riktning.